# Серж Тіон
Серж Тіон (Serge Thion, 1942, Франція — 15 жовтня 2017, Кретей) — французький соціолог, котрий спеціалізується на Африці та Південно-Східній Азії, зокрема Камбоджі. Відомий як ревізіоніст Голокосту.

## Біографія
Тіон навчався в середній школі в ліцеї Мішле (Michelet) в Vanves.
В 1960—1970 роках Тіон брав участь у антиколоніальної боротьбі проти Південно-Африканського режиму апартеїду, підтримував антиколоніальні рухи за свободу Алжиру, португальських колоній, Палестини і протестував проти війни у В'єтнамі і Камбоджі. Одночасно він вивчав в Сорбонні соціологію і антропологію..
Наприкінці 1970-х років, він захопився історичним ревізіонізмом Робера Форіссона. З 1971 по 2000 рік він був співробітником Національної ради наукових досліджень. Через те, що він не припиняв заперечувати Голокост, за прямою вказівкою прем'єр-міністра Ліонеля Жоспена, комісією, яку очолював французький історик Франсуа Бедарида (François Bédarida) його було звільнено з усіх посад в Національній раді наукових досліджень.
Разом з П'єром Гійомом (Pierre Guillaume) він вважається одним із засновників Асоціації колишніх любителів історій про війну та Голокост (AAARGH).
Серж Тіон також проявив себе, заперечуючи геноцид в діях режиму червоних кхмерів у Камбоджі.
На додаток до Конференції з Голокосту в Ірані 2006 р., яку він відвідав як представник Франції, Тіон разом з Мішель Ренуф, Фредріком Тобеном, Крістіаном Ліндтнером (Christian Lindtner), Бернардом Шаубом (Bernhard Schaub) заснував ревізіоністський Всесвітній фонд з вивчення Голокосту (World Foundation for Holocaust Studies).
Серж Тіон регулярно пише на ревізіоністські теми, опублікував кілька книг і безліч статей. У 1980 році своєю книгою під назвою «Історична правда чи політична істина?» він познайомив широку публіку зі справою Форіссона і питанням про газові камери.

## Публікації
- List of Thion's publications on Southeast Asia
- В співавторстві з Jean-Claude Pomonti: Des Courtisans aux partisans, essai sur la crise cambodgienne, Paris 1971
- В співавторстві з Ben Kiernan: Khmers rouges! Materiaux pour l'histoire du communisme au Cambodge, Paris 1981
- Watching Cambodia. Ten Paths to Enter the Cambodian Tangle, Bangkok 1993
- Explaining Cambodia. A review essai, Canberra 1994
- [with Claude Levi-Strauss, Roland Barthes, and Maurice Godelier] Aproximacion al estructuralismo («Introduction to Structuralism»), Buenos Aires: Editorial Galerna, 1967.
- Le Pouvoir pale ou le racisme sud-africain («The Pale Power, or, South African Racism»), Paris: Seuil, 1969.
- Des Courtisans aux partisans, essai sur la crise cambodgienne («From Courtiers to Partisans: an essay on the Cambodian crisis») [with Jean-Claude Pomonti], Paris: Gallimard, 1971.
- [as editor] Verite historique ou verite politique?: Le dossier de l'affaire Faurisson: la question des chambres a gaz («Historical Truth or Political Truth? The Faurisson Affair File: The Question of the Gas Chambers»), Paris: Editions de la Vieille Taupe, 1980.
- Khmers rouges! Materiaux pour l'histoire du communisme au Cambodge («Khmers rouges! Materials for the history of communism in Cambodia») [with Ben Kiernan], Paris: Hallier/Albin Michel, 1981.
- Watching Cambodia: Ten paths to enter the Cambodian tangle, Bangkok: Cheney: White Lotus, 1993.
- Une Alumette Sur La Banquise: ecrits de combat 1980—1992 («A match on the iceberg: militant writings 1980—1992»), Paris: Le Temps Irreparable, 1993. Available online.
- [as editor] Le Terrorisme Sionniste («Zionist Terrorism»), Paris: Editions Akribeia, 2006. (Includes texts by Noam Chomsky, Nasser H. Aruri, Ronald Bleier, Naeim Giladi, Khalil Nakhleh, Livia Rokach, Israel Shahak, Arno Weinstein, and Oded Yinon.)
- Серж Тион. Краткая история ревизионизма в вопросе о холокосте. Материалы международной Тегеранской конференции 11-12 декабря 2006 года.
- Серж Тион. Спичка на льдине. Боевые заметки 1980_92. / «Ле Тан иррепарабль» 1993.